# Rue du Bastion-du-Meunier
La rue du Bastion-du-Meunier est une rue de Lille, dans le Nord, en France. Il s'agit de l'une des rues du quartier du Vieux-Lille.

## Situation et accès
La rue du Bastion-du-Meunier est une voie piétonne dont les deux accès sont dans la rue de Gand  en bordure de la porte de Gand, de part et d'autre du côté ville de cet édifice. 

## Origine du nom
La rue tient son nom du bastion du Meunier de l'enceinte de Lille créée lors de l'agrandissement de 1617. 
Le bastion du Meunier est un des éléments de l'ensemble des fortifications entourant la porte de Gand partiellement préservés après le démantèlement des remparts de Lille dans l'entre-deux-guerres. Il figure sous ce nom sur plusieurs plans anciens.
La partie sud-est du bastion a été détruite vers 1960 pour l'établissement du lycée Pasteur.

## Historique
Le bastion du Meunier aussi appelé bastion des Carmélites qui flanque la porte de la Madeleine (de Gand) doit son nom à la présence de l'ancien couvent des Carmélites  situé à proximité du bastion et d'un moulin à vent sur celui-ci. Il a été en partie démantelé et il n'en reste que son flanc côté porte et une partie de sa face nord,.

## Description
La rue comprend deux parties de part et d'autre de la porte de Gand.
À droite, au départ de la rue de Gand en bordure de la porte, la voie longe à gauche, le rempart en montée jusqu'à l'espace pavé à l'intérieur du bastion du Meunier à gauche et un escalier descendant qui la relie à la rue du Pont-à-Raismes à droite. 
Cette partie de la rue est bordée, 
- côté rempart, par un chemin qui descend du sommet de la porte de Gand (accès au restaurant des remparts qui la surmonte) jusqu'à l'espace à l'intérieur du bastion,

- côté ville, par deux maisons du XVIIe siècle l'une à l'angle de la rue de Gand, la deuxième un peu plus haut puis par l'ensemble immobilier collectif de la rue du Pont-à-Raines jusqu'à l'escalier donnant accès à la rue Maugré.

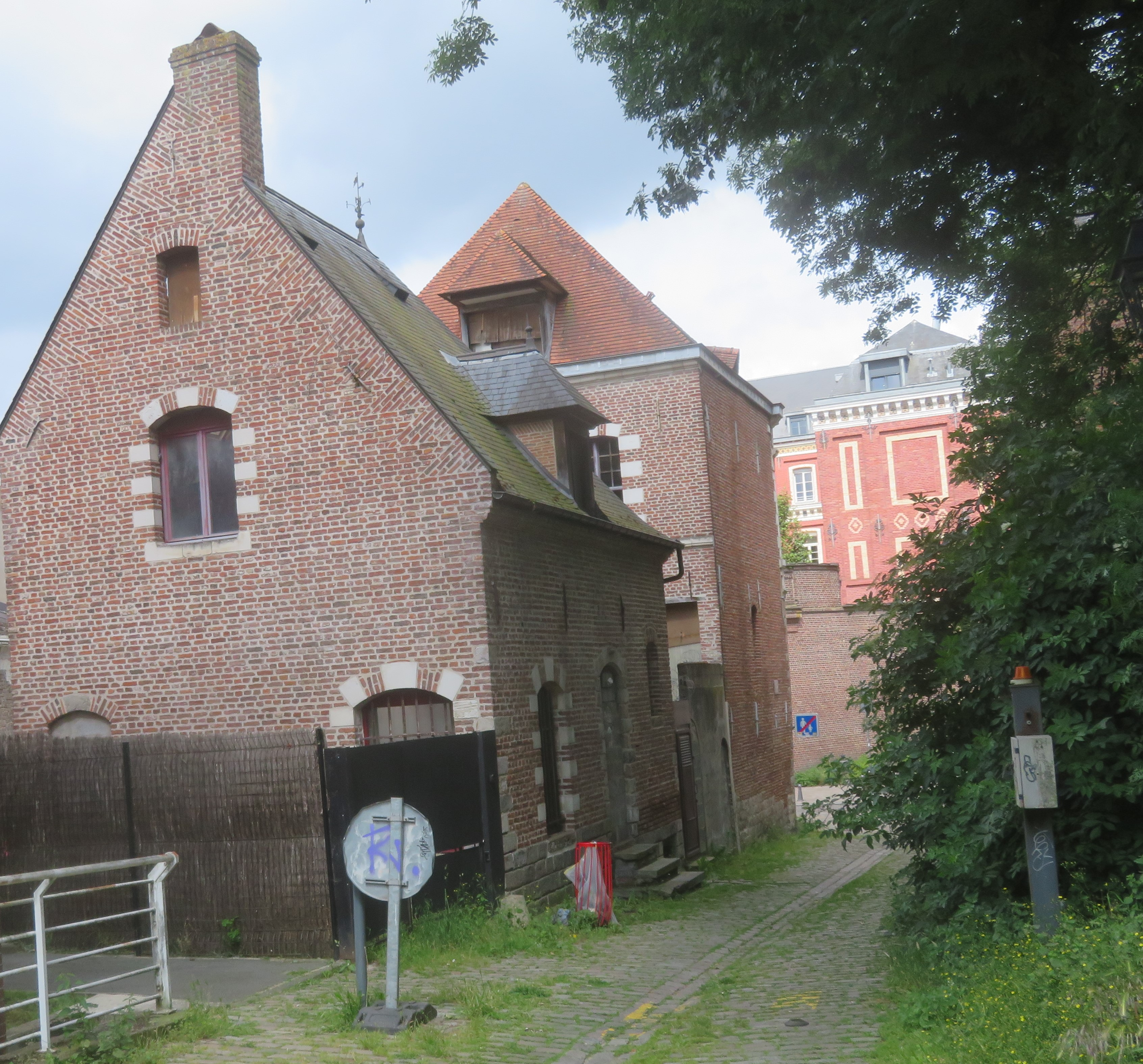
Vue vers la porte de Gand
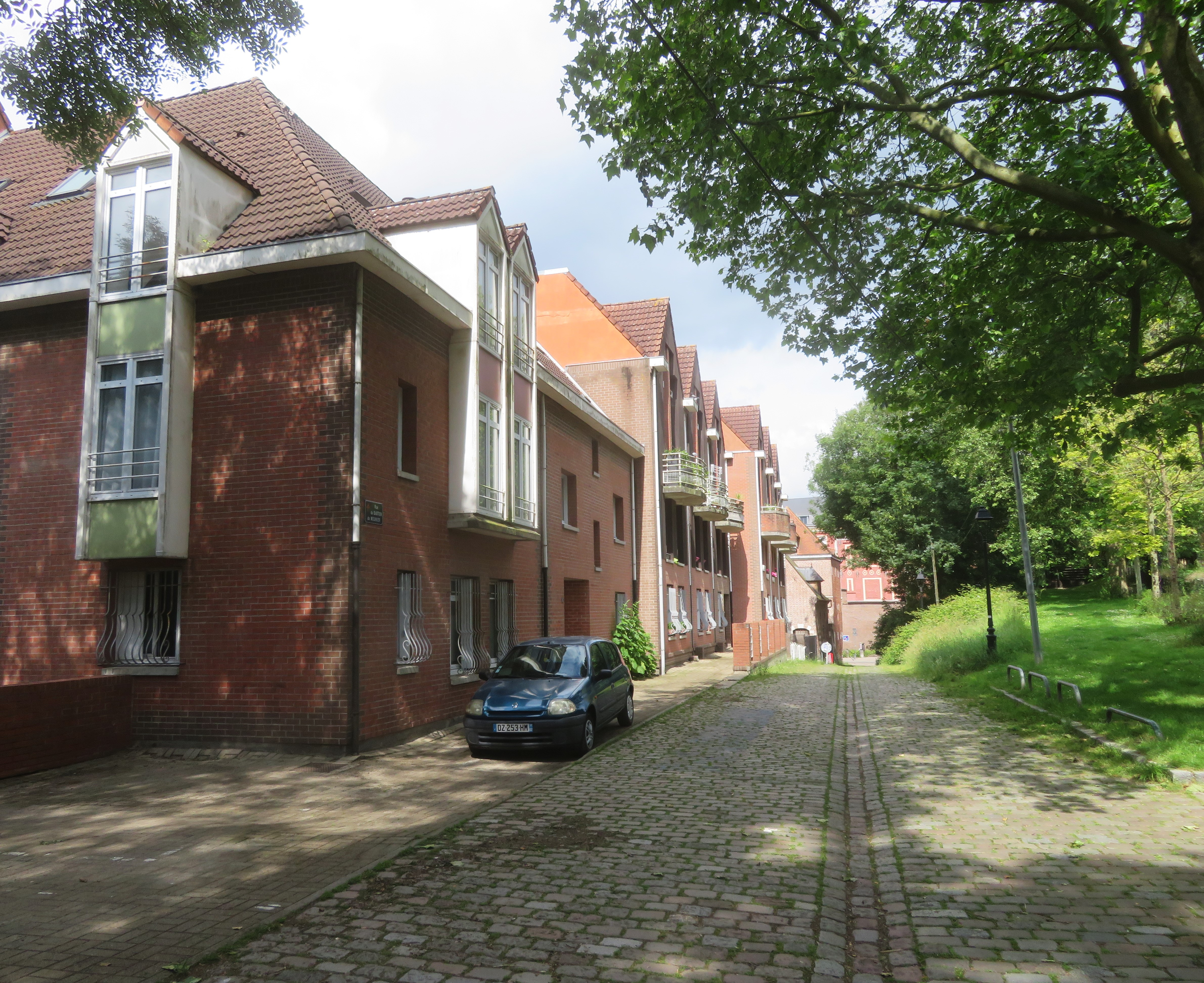
Le long de l’ensemble immobilier du Pont-à-Raisnes
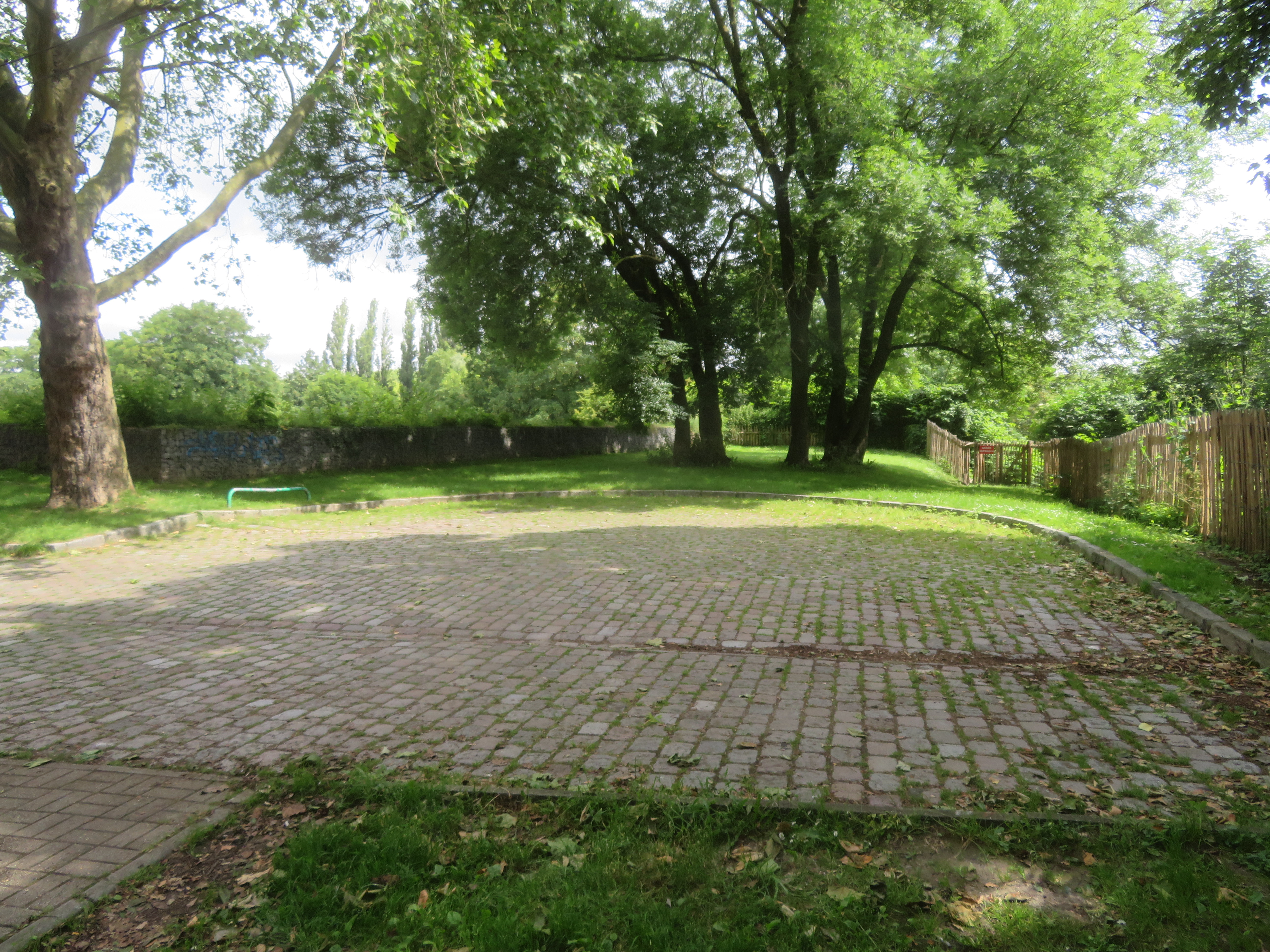
Intérieur du bastion du Meunier

L'autre partie de la rue s'amorce à gauche de la rue de Gand, de l'autre côté de la porte, par un parking et se prolonge par un chemin au revêtement de cailloux de 2 à 3 mètres de large qui traverse l'emplacement de l'ancienne courtine à gauche du bastion des Carmes, passe en contrebas de ce bastion à droite traverse l'ancien fossé, monte le long de la contre-garde d'une des demi-lunes des fortifications et rejoint la rue de Gand face au domaine militaire établi sur le terrain de l'ancien ouvrage à cornes établi par Vauban pour renforcer les fortifications avancées de la porte de Gand.

## Bâtiments remarquables et lieux de mémoire
La rue jouxte la Porte de Gand, de l’ancienne enceinte espagnole construite entre 1617 et 1621 lors d'une extension de la ville à l'est, bâtiment protégé depuis 1929 au titre des  monuments historiques.

## Sources et bibliographie

### Cartes et plans
1. ↑  Plan de la ville et des environs de Lille par Brun-Lavainne, 8e. époque, eN 1667.
2. ↑  Plan de Lille en 1717, plan de la ville de Lille en 1717 avec légende des éléments fortifiés, portes et principaux bâtiments ou lieux d'intérêt de la ville et de sa citadelle.

### Autres
1. ↑  Notice no PA00107722, sur la plateforme ouverte du patrimoine, base Mérimée, ministère français de la Culture